# Agachadeira-mirim
Agachadeira-mirim (nome científico: Thinocorus rumicivorus) é uma espécie de ave que pertence à família Thinocoridae.
A espécie se reproduz na Argentina, Bolívia, Chile e Peru. Eles são comuns na América do Sul e foram registrados no Equador, Ilhas Malvinas, Uruguai, Brasil e até na Antártida.

## Nomes populares
Seu nome popular em língua inglesa é "Least seedsnipe". [carece de fontes?]
O nome agachadeira-mirim foi selecionado como nome vernáculo técnico para a espécie pelo Comitê Brasileiro de Registros Ornitológicos (CBRO) em 2021.

## Subespécies
São reconhecidas quatro subespécies:
- Thinocorus rumicivorus rumicivorus (Eschscholtz, 1829) - ocorre da Patagônia até a Terra do Fogo; no inverno atinge a região central da Argentina e do Chile, Uruguai;
- Thinocorus rumicivorus cuneicauda (Peale, 1848) - ocorre do litoral árido do Peru até o Noroeste do Chile, na região de Taparacá;
- Thinocorus rumicivorus pallidus (Salvadori & Festa, 1910) - ocorre no litoral árido do Sudoeste do Equador e no extremo Noroeste do Peru;
- Thinocorus rumicivorus bolivianus (Lowe, 1921) - ocorre no Altiplano do Sul do Peru, na região de Puno até o Norte do Chile, no Sul da região de Atacama, no Oeste da Bolívia e no extremo Noroeste da Argentina, na região de Jujuy.